# 王鹤寿
王鹤寿（1909年4月19日—1999年3月2日），河北唐县人，中国共产党、中华人民共和国政治人物，原副国级领导人。曾任中共中央纪律检查委员会第二书记，中国共产党第七次全国代表大会代表，中国共产党第八届中央候补委员，第十一届、第十二届中央委员。

## 早年
祖父从山西洪洞县移民到河北唐县南关村落户，开了一个饭馆“茂盛馆”，共有5子11孙，去世后5个儿子分家，王鹤寿的父亲生有4个儿子、1个女儿，分得负债累累的“茂盛馆”和2亩半土地。
王鹤寿于1909年4月19日生于河北省唐县，小名“春江”，在五兄弟排行第三。大哥王仁寿受过高等教育担任大学教师，二哥王德寿在老家维持家业（儿子王仲奇为热力涡轮机械专家，中国工程院院士；女儿王昆为中国著名歌唱家），四弟王鸿寿北京大学毕业，妹妹王春芝（小名”林浦“，曾任武昌造船厂厂长兼党委书记）。

## 建国前经历
1923年入读保定直隶第二师范学校。
1924年暑假，在该校秘密党、团组织的安排下，回唐县从事进步的宣传活动。
1925年4月加入中国共产主义青年团，同年10月，在中共北方区党委党校学习时，加入中国共产党。1925年间，担任罗章龙的“交通”，住在北京奶子府，送文件时被捕第一次入狱。其后，担任全国铁路总工会石家庄分会秘书、全国铁路总工会干事。
1927年，赴莫斯科中山大学留学。
1928年，回国后主要在国统区青年工人中开展宣传和组织工作，在奉天兵工厂建立共青团组织和党的支部。11月至12月任中共抚顺特支书记。
1929年至1937年间，历任共青团满洲省委组织部长、书记，共青团中央团校主任，共青团天津市委书记，共青团河北省委组织部部长。期间被捕六次，在南京国民党中央军人监狱，与刘芝明、陶铸、喻屏同监室，同一个地下党支部。由于长时间的受刑、戴脚铐导致两腿严重变形，因无医无药导致的淋巴结核破溃导致脖子上留下疤痕。
1937年，抗日战争全面爆发后，获释后到延安。
1938年，任中央组织部干部科科长。在陈云的支持下，同王明、康生等人打击干部、排斥异己的“左”的错误和恶劣作风进斗争。
1939年2月起，任中共中央干部教育委员会委员。在此期间，参加由毛泽东亲自提议、陈云直接组织领导的马克思主义哲学学习小组，并被推举为中央组织部的学习模范。
1941年5月，任中央交通委员会委员。8月，任陈云的政治秘书。
1945年4月至6月，作为中直、军直代表团成员出席中共七大。抗日战争胜利后奉调东北工作。
1945年12月至1946年8月，任中共黑龙江省工作委员会书记
1946年8月至1947年1月、1947年8月至12月，任中共黑龙江省委书记。
1945年12月至1947年1月、1947年8月至12月，任北安军区政治委员、军区党委书记。
1946年12月至1947年5月，任中共中央西满分局委员。
1947年1月至8月，任中共中央西满分局北安地委书记兼西满军区第一军分区政治委员。
1948年8月至10月，任黑龙江军区政治委员。参加开辟和建设东北根据地的斗争。同年9月起任中共中央东北局副秘书长。
1949年5月，任东北人民政府工业部部长，担负起重点恢复和建设东北工业的领导工作。

## 建国后经历
1952年，调任中央人民政府重工业部部长。
1956年8月至1958年2月，任中华人民共和国国家基本建设委员会主任。1956年9月，在中共第八次全国代表大会上当选为中央候补委员，后出任冶金工业部部长。他和冶金工业部党组，组织编制了以扩建鞍钢、新建武钢和包钢为中心的钢铁工业建设规划，受到了毛泽东和陈云的肯定和赞扬。《论十大关系》发表后，他就钢铁和有色金属的发展问题向中央写了两份报告，中心内容是反对教条主义，批评照抄照搬苏联经验的错误倾向，提倡政治和业务相结合，实现又红又专。毛泽东阅后很赞赏，在一次中央会议上提到理论问题时说：“什么是理论，就是实践经验的总结，冶金部的报告总结了实践经验，就是理论。”
1958年6月，任中共中央财经小组组员、科学小组组员。
1962年9月，在中共八届十中全会上增选为中央监察委员会候补委员。
1963年，王有感于工业企业多年来思想政治工作薄弱的经验教训，特别是和军队相比差距很大，给所有冶金企业的领导同志发出了一封名为《学习解放军，加强思想政治工作》的公开信，得到了热烈响应，并就此问题向中央写了报告。毛泽东阅后批示：“这个问题我已考虑多年，现在工业部门主动提了出来，这就到了普遍实行的时候了”。
1964年，任中共鞍山市委第一书记兼鞍山钢铁党委书记。经过两年多工作，使鞍钢的各项技术经济指标超过历史最好水平。这一时期，被职工为鞍钢历史上的“黄金时代”。
文化大革命中受迫害，被关押8年。
1978年12月，十一届三中全会起，历任中共中央纪律检查委员会副书记、常务书记。
1982年9月，在中共十二大上当选为中央委员、中央纪律检查委员会常务书记。
1983年10月11日，中共十二届二中全会当选中共中央整党工作指导委员会副主任。
1985年9月，在中共十二届五中全会上成为第二书记，兼任中央审查林彪、江青反革命集团案件领导小组副组长、全国整党指导委员会副主任。在十一届四中全会上被补选为中央委员。参加领导了平反“文化大革命”和历史上遗留下来的大量冤假错案，特别是刘少奇、瞿秋白、潘汉年等同志的重大冤假错案的工作。其他领导同志一起，主持起草了《关于党内政治生活的若干准则》、《关于高级干部生活待遇的若干规定》等党的重要法规，组织开展了大量的党性党风党纪的宣传教育工作。
1987年10月，在中国共产党第十三次全国代表大会上当选中央顾问委员会委员，不再担任中央纪委的领导工作。
1988年之后担任第七届全国人大代表，第八届中央候补委员，第十一届、十二届中央委员。

## 批评胡耀邦
1987年1月10日至15日，在由中顾委副主任薄一波主持，有二三十名高级干部参加的“党内生活會”上，連續几天指责时任中共中央总书记胡耀邦的“问题”。
在延安时與胡耀邦、陶铸三人人称“桃园三结义”之一的王鹤寿對胡耀邦落井下石，将他倆私人讲话公开。会上，王鹤寿列举“晋江假药案”、“要开除方励之、王若望、刘宾雁”等事例，说胡耀邦“目无中央”，邓小平、陈云两位老人说的话，胡耀邦和中央书记处顶着不办。还把胡耀邦对他讲的一些私房话也揭了出来。在「生活会」上王鹤寿揭发了胡耀邦，讓胡感觉「被出卖的，非常伤心」。
在连续的批斗导致了在1月16日召開的扩大会议上，以举手通过的方式批准了胡耀邦的请辞。推选赵紫阳为代理总书记，但保留了胡耀邦中共中央政治局委员的职务，但排名降到最后。

## 逝世
王鹤寿于1999年3月2日因病在北京逝世，享年90岁。中共中央发布的讣告称：
|  | 王鹤寿同志是久经考验的忠诚的共产主义战士，无产阶级革命家，我党纪律检查工作和我国冶金工业战线的杰出领导人。 |